# HT Eronet
JP Hrvatske telekomunikacije d.d. Mostar, operativ tätig als HT Eronet, ist eine Telekommunikationsanbieter aus Bosnien-Herzegowina. Das Unternehmen wurde im Zuge der Aufteilung von Hrvatska pošta Mostar (HP Mostar) und Hrvatske telekomunikacije (HT) geschaffen.

## Unternehmensgeschichte
HT Mostar wurde am 1. Januar 2003 in Mostar gegründet. Im Zuge einer Unternehmensrestruktturierung wurden am 24. November 2006, HT Mobilne d.o.o. mit HT Mostar zur Aktiengesellschaft HT d.o.o. Mostar fusioniert. Am 1. April 2009, wurde die Rechtsform von einer GmbH zu einer Aktiengesellschaft gewandelt. Seit dem 8. Juni 2009 ist das Unternehmen an der Börse von Sarajevo gelistet.

## Eigentümerstruktur
Das Unternehmensanteile entfallen auf die nachfolgenden Eigentümer:
- Föderation Bosnien und Herzegowina (FBiH) (50,10 %)
- Hrvatski Telekom (HT) (39,10 %)
- Hrvatska pošta (HP) (5,23 %)
- Andere Shareholder (5,57 %)